# 德川埋藏金
德川埋藏金（とくがわまいぞうきん）是江戶時代末期1867年，江戶幕府在大政奉還之際，為了幕府再興而秘密埋藏的軍資金。埋藏金被認為是金塊或貨幣，現在仍有人嘗試挖掘，但至今未發現。

## 概要
1868年4月，江戶城無血開城之際，當時財政困難的明治新政府期待以幕府御用金為資金源。但是，城内的金藏是空的，所以新政府軍判斷幕府隱匿而開始尋找御用金。
探索甚至及於大政奉還當時的勘定奉行小栗忠順。小栗在奉行職辭任後，隱居上野國（群馬縣）群馬郡權田村。小栗是幕府的財政責任者，所以「小栗帶著幕府的錢財逃了」等謠言四處流傳。此外，有目擊者指出「有人把從利根川上來的船的東西運到赤城山中」。因此人們相信赤城山確實埋有幕府的埋藏金，並嘗試在赤城山各地挖掘。

### 諸說
赤城山的挖掘相次失敗之中，部分的人認為赤城山是為了隱藏真正地點的誘餌，因此在各地誕生了「真正的埋藏場所」的埋藏金傳說。以下是部分地點。
- 日光山内（東照宮、二荒山神社等）
- 男體山、中禪寺湖、明智平（皆位在奧日光）
- 榛名山、妙義山（和赤城山合稱「上毛三山」）
- 備前楯山（足尾銅山坑道）
- 上野東照宮、久能山東照宮、日吉東照宮、世良田東照宮等各地東照宮
- 都市傳說之一，據說童謠「籠中鳥」的歌詞顯示了埋藏金的所在地[3]。
- 赤城山也有諸說（津久田原・長井小川田・芳沢・双永寺・年丸橋（小川田橋）等）
- 群馬縣昭和村長者久保
- 群馬縣片品村金井澤金山跡

## 關連項目
- 山下財寶
- M資金

## 脚注
1. 1 2  知的発見！探検隊 2012，第6頁.
2. ↑  知的発見！探検隊 2012，第9頁.
3. ↑  JTBパブリッシング 2016，第37頁.

## 外部連結
- 徳川埋蔵金ドキュメンタリー映画公式サイト｜Tokugawa Treasure
- @nifty：デイリーポータル：赤城山のその後
- ほぼ日刊イトイ新聞-ヘルメットをかぶった経済番組をご一緒に